# Lagerordnung

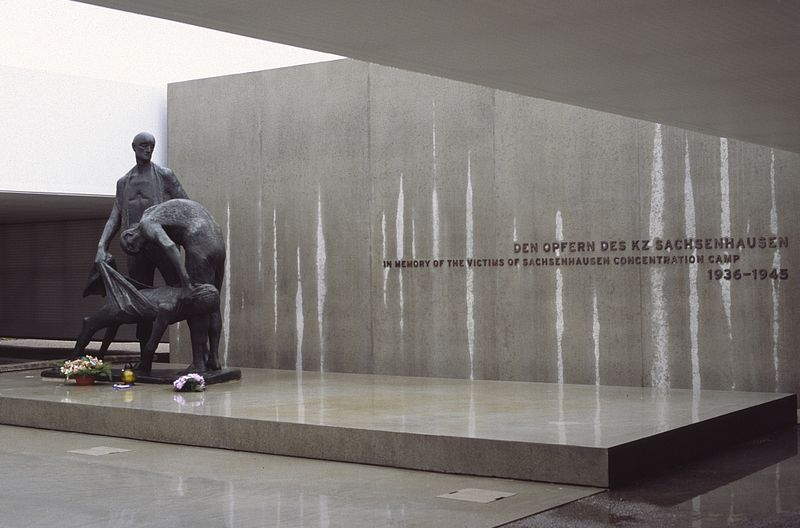
Il memoriale a ricordo dei detenuti del Campo di concentramento di Sachsenhausen (Oranienburg)

Il Lagerordnung era il regolamento comportamentale in vigore nei campi di concentramento della Germania nazista durante la seconda guerra mondiale, al quale i deportati dovevano rigorosamente attenersi.
Il regolamento, dei campi di concentramento nazisti, fu introdotto inizialmente nel campo di concentramento di Dachau e, dal 1º gennaio 1934, esteso a tutti i campi di concentramento gestiti dalle SS. Conosciuto anche come Strafkatalog (“catalogo delle punizioni”), stabiliva le norme di comportamento per i detenuti nel campo e le relative punizioni previste nei casi di violazione. Le guardie delle SS erano incaricate di denunciare ogni violazioni all'ufficio del comandante , mentre l'Ispettorato dei campi di concentramento era responsabile dell'esecuzione delle punizioni, senza che ci fosse alcuna verifica delle accuse.
Prima della sconfitta definitiva del Terzo Reich, le SS abbandonarono la maggior parte dei campi, distruggendo gran parte della documentazione disponibile. 
Questa sorta di memorandum è desumibile da una copia datata 8 novembre 1942 del campo di Sachsenhausen-Oranienburg, copia rinvenuta dal governo austriaco nel lago Toplitz. Il testo è stato successivamente riprodotto come appendice dallo scrittore e studioso della deportazione Christian Bernadac nel libro I giorni senza fine, pubblicato in Francia negli anni settanta per le Éditions France-Empire (da Edizioni Ferni, Ginevra, per la versione in lingua italiana).

## Evoluzione del sistema penale

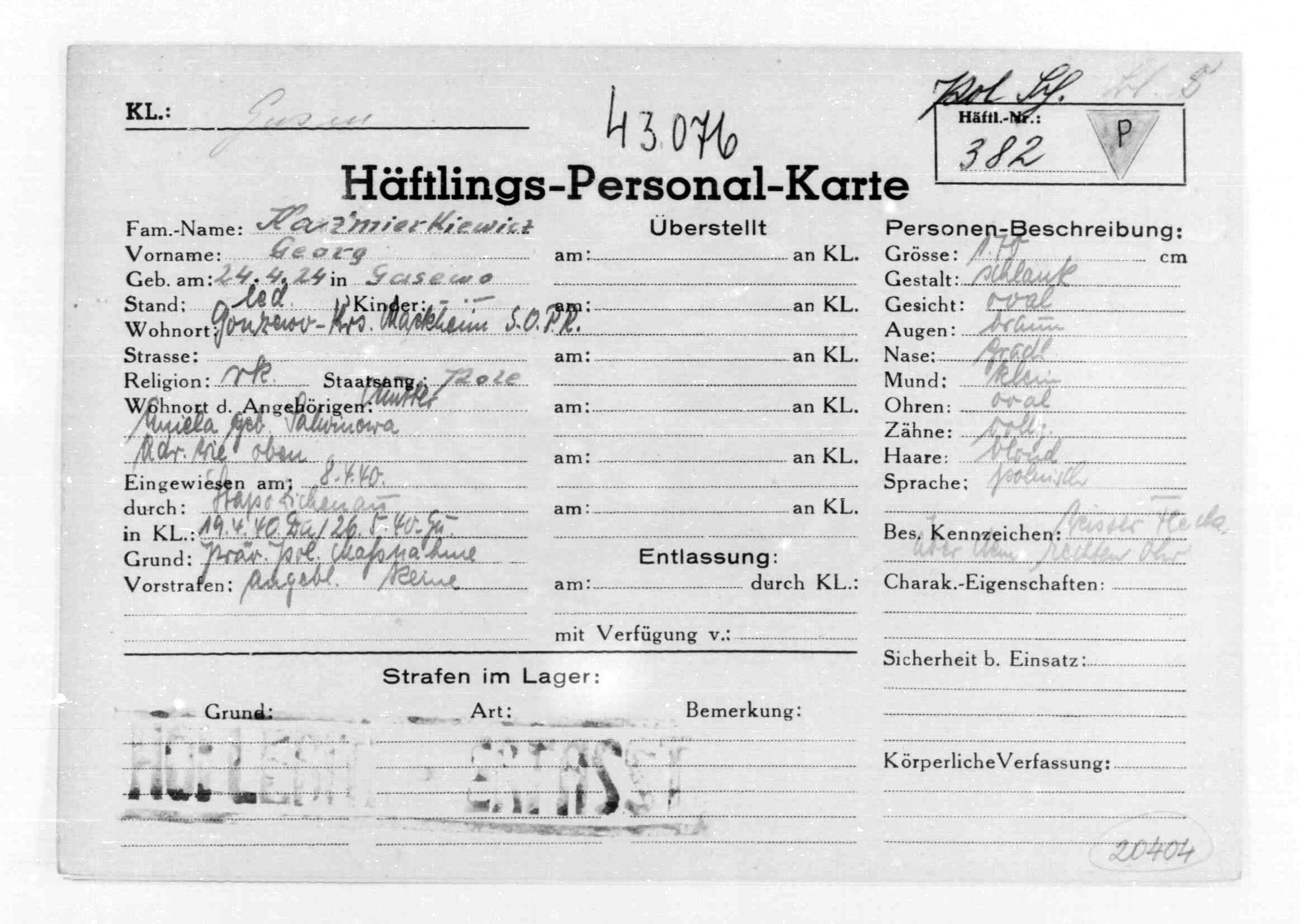
Fascicolo del prigioniero con nota sulle sanzioni nel campo di concentramento.

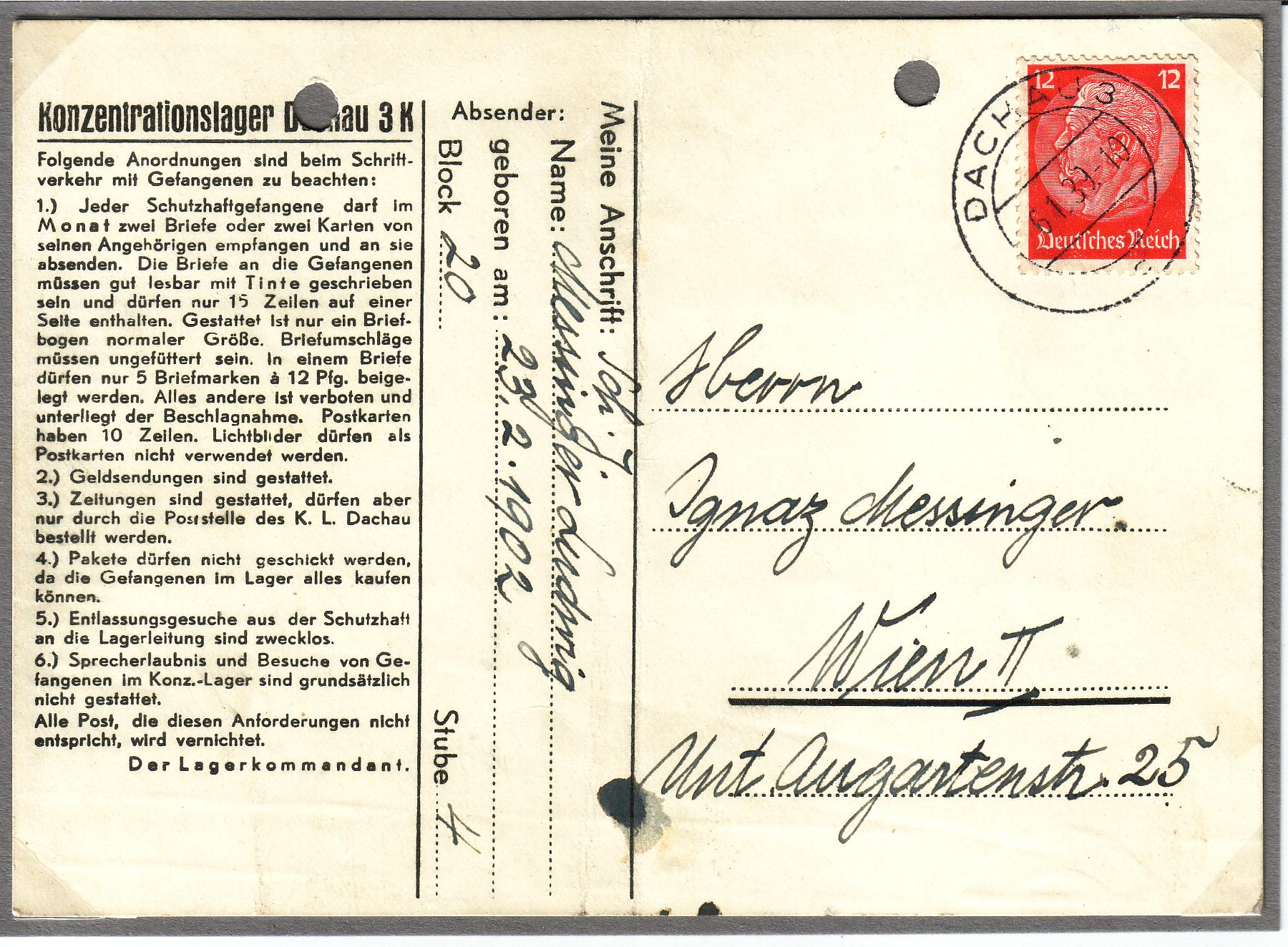
Cartolina di un prigioniero a Dachau, con regole dettagliate per la corrispondenza.

I primi campi di concentramento temporanei, come il campo di concentramento di Kemna, non avevano regolamenti ufficiali, ma adottavano un proprio Lagerordnung, ricavato dai regolamenti in uso nei vari dipartimenti di polizia e nelle carceri gestite dal sistema giudiziario vigente.
I regolamenti furono basati su norme esistenti, così come i campi furono modellati sui centri di detenzione ordinari. I primi campi furono controllati principalmente dalle SA o dalla Gestapo e prevedevano sanzioni come la negazione dei diritti o, nei casi più gravi, l'isolamento, la negazione del cibo o l'isolamento al buio, ma senza punizioni corporali.
Dachau, invece, fu gestito dalle SS. Nel maggio del 1933, il comandante del campo delle SS Hilmar Wäckerle redasse il primo Lagerordnung, che affidava la piena giurisdizione al comandante del campo, rendendolo di fatto l'unica autorità legale. Per comminare la pena capitale a Dachau, con il Lagerordnung in vigore, era sufficiente il giudizio di due SS nominate dal comandante senza alcuna possibilità di difesa per l’imputato: in questo modo, i poteri esecutivo, giudiziario e legislativo risultarono accentrati. La costante minaccia della pena di morte, a Dachau, generò tra i detenuti uno stato di perenne emergenza.
In nessun altro campo di concentramento si verificarono tanti omicidi politici quanti ce ne furono nei primi mesi a Dachau, dove furono commessi i primi omicidi legalizzati proprio sotto il comando di Wäckerle. Quando Sophie Handschuh, madre di uno dei prigionieri morti, presentò una denuncia formale per scoprire cosa fosse realmente accaduto al figlio, venne aperta un'indagine, al termine della quale Himmler fu costretto a sostituire Wäckerle. Al suo posto arrivò Theodor Eicke, un fanatico SS-Oberführer, noto per l’estrema violenza: già nel marzo 1933 fu internato per una valutazione psichiatrica presso l'Università di Würzburg. Himmler fece in modo che Eicke venisse rilasciato, chiedendo al suo medico, Werner Heyde, di convincerlo a promettere di controllarsi.

### Estensione a tutti i campi
Sei mesi dopo, il 1º ottobre 1933, il comandante Eicke creò una seconda edizione del Lagerordnung, aggiungendo la norma del Postenpflicht e introducendo le punizioni corporali, come la fustigazione.
Il Lagerordnung istituì una sorta di "Stato nello Stato"; con la stesura della seconda edizione si stabilì un sistema ordinato, secondo il quale gli oppositori politici arrestati "legalmente" poterono essere sottoposti a tortura e fucilazione da parte delle SS. Dopo il 1º gennaio 1934, tutte le versioni successive del Lagerordnung entrarono in vigore in tutti i campi di concentramento gestiti dalle SS.

## Il regolamento
Il regolamento scandiva gli obblighi a cui erano sottoposti i detenuti, accusati di reati politici, reati comuni, o imprigionati per avversione al nazismo e al fascismo, fra cui gli esponenti della Resistenza dei vari paesi occupati dal Reich. In alcuni casi, quelli che sembravano essere privilegi concessi per rendere meno pesante la vita del deportato, costituirono per i prigionieri un motivo aggiuntivo di sgomento e frustrazione.
Bernadac ritiene che esistesse una copia omologa del manuale nell'ufficio del comandante di campo di concentramento di Mauthausen-Gusen, cui facevano capo diversi sottocampi satellite situati specialmente in prossimità di Linz.
Il documento regolava in diciassette punti il comportamento dei detenuti all'interno del lager e si concludeva con le seguenti parole:
Obbedienza, assiduità al lavoro, onestà, ordine, pulizia, sobrietà, gusto della verità, spirito di sacrificio e amor di patria.»
(da I giorni senza fine, Appendice I, pag. 321)
Per sommi capi, e nella sostanza delle disposizioni, il testo è così riassumibile:
|      | Argomento                            | Disposizione |
| ---- | ------------------------------------ | --- |
| I    | Principi generali                    | I detenuti dei campi di concentramento, senza considerazione di età, di origine e di rango, sono posti in condizione di subordinazione e sono obbligati a obbedire immediatamente e senza discutere agli ordini dei loro superiori, sia che si tratti di detenuti agli ordini degli agenti di inquadramento delle imprese SS (riconoscibili dal bracciale rosso), sia dei detenuti incaricati di mantenere l'ordine nel campo, riconoscibili dall'apposito bracciale. |
| II   | I superiori                          | Ogni membro delle SS è un superiore. Ci si deve rivolgere a loro con gli appellativi di "Herr Kommandant, Herr Lagerführer, Herr Rapportführer, Herr Arbeitsdienstführer, Herr Blockführer". |
| III  | Zona neutra e catena di sorveglianza | Il campo è circondato da un recinto di filo di ferro percorso giorno e notte da corrente elettrica ad alta tensione. [...] Chi si introduce nella "zona neutra" si espone a che gli si spari addosso senza intimazione. |
| IV   | Appello                              | Ogni detenuto è obbligato ad assistere all'appello nominale senza eccezioni e in tutte le circostanze. |
| V    | Kommando di lavoro                   | Ogni detenuto è assegnato a un kommando di lavoro. È proibito cambiare kommando di propria iniziativa. [...] Chi, senza ordine, abbandona il suo posto, sarà accusato d'evasione e severamente punito. [...] È severamente vietato entrare in contatto con civili. |
| VI   | Tenuta degli armadietti personali    | Il ripiano superiore è destinato alle lettere, allo spazzolino da denti, al necessario per radersi, al tabacco, ecc. Sul piano inferiore si collocano la gamella (pulita e capovolta) e sopra il bicchiere di metallo egualmente capovolto. |
| VII  | Posta                                | La posta verrà consegnata o spedita solo dopo essere stata censurata. Ogni detenuto ha diritto di ricevere e di scrivere due lettere o cartoline al mese. [...] Al detenuto è proibito parlare di questioni relative al campo, delle malattie, della disinfestazione e delle domande di congedo. [...] Sono vietate le abbreviazioni o le sottolineature. |
| VIII | Invio di denaro                      | I detenuti sono autorizzati a farsi spedire dei vaglia dai loro parenti. [...] Per permettere gli acquisti allo spaccio, ogni titolare di conto può disporre di 15 RM alla settimana. |
| IX   | Collette                             | Sono proibite le collette di qualsiasi genere, ad eccezione di doni volontari per abbonamento a giornali. |
| X    | Richieste e reclami                  | Ogni detenuto è autorizzato a presentare richieste e reclami per scritto. [...] I reclami collettivi, considerati atti di rivolta, sono rigorosamente proibiti. |
| XI   | Ricreazione                          | Durante la ricreazione, i detenuti possono dedicarsi a loro piacimento, nelle sale di soggiorno delle loro baracche, alla lettura, alla corrispondenza o ai giochi di società. I giochi d'azzardo e con poste in denaro di qualsiasi genere sono proibiti. |
| XII  | Uso del tabacco                      | È proibito fumare nelle baracche durante le ore di lavoro [...] [come] nella mezz'ora successiva alla sveglia. |
| XIII | Dichiarazione di malattia e bagni    | I detenuti ammalati si devono presentare al Blockführer. Il detenuto che si sottrae con premeditazione o intenzionalmente e con leggerezza al trattamento medico sarà punito, come pure colui che simula una malattia. [...] Ogni detenuto è obbligato a prendere parte ai bagni. Andata e ritorno in riga serrati per cinque. |
| XIV  | Inosservanza del regolamento         | Ogni reato contro il regolamento del campo deve essere denunciato senza indugio. Specialmente chi sorprenda qualcuno a preparare o a concertarsi su un tentativo d'evasione deve subito farne denuncia [...]. |

## Il codice disciplinare e penale
Campo di concentramento di Dachau
Ufficio del comandante, 1º ottobre 1933
Codice disciplinare e penale per il campo di detenzione
Introduzione
Per il mantenimento dell'ordine e della disciplina nel campo di concentramento di Dachau vengono inflitte le seguenti sanzioni nell'ambito delle norme esistenti nel campo. Queste norme si applicano a tutti i prigionieri del campo dal momento dell'ammissione fino al momento della dimissione. 
L'autorità punitiva assoluta spetta al comandante del campo, il quale è personalmente responsabile nei confronti del comandante della polizia politica dell'attuazione delle norme emanate. Tolleranza significa debolezza. Rendendosi conto di ciò, ci sarà un controllo spietato laddove, nell'interesse della patria, ciò apparirà necessario. Il Volksgenosse perbene non subirà queste sanzioni. Ma al sobillatore politicizzante e all'agitatore intellettuale – qualunque sia la posizione – si dica, attenzione a non farsi prendere, altrimenti subirete le conseguenze secondo la vostra stessa ricetta, [ sic ] il tutto per mantenere la tua tranquillità.
§1
Essere punito con tre giorni di lavoro duro:
1. Chi dopo la sveglia non esce immediatamente dal dormitorio o non lascia in ordine il letto o la camera della caserma.
§2
Essere punito con cinque giorni di lavoro duro:
1. Chiunque si trovi consapevolmente sotto interrogatorio e a chiarimenti.
2. Chiunque indossa abiti civili nel campo senza permesso.
§3
Essere punito con cinque giorni di lavoro duro e diverse settimane di lavoro punitivo:
1. Chiunque, senza motivo o approvazione del suo capo reparto, sia assente all'appello o alla chiamata alla divisione del lavoro.
2. Chi si rechi dal medico senza motivo o dopo aver segnalato un malore, non si rechi tempestivamente dal medico, inoltre chi si rechi dal medico o dal dentista o all'infermeria all'insaputa del responsabile del reparto.
§4
Essere punito con 8 giorni di lavoro duro:
1. Chi raccolga firme a scopo di reclamo.
2. Chiunque adduca o presenti una denuncia falsa, sostanzialmente falsa o una denuncia infondata.
3. Chi scriva più di 2 lettere o 2 cartoline al mese o per questo scopo, sotto falso nome.
4. Chiunque in qualità di stubenältester permetta ad un detenuto proveniente da un'altra stazione o camera di soggiornare tra la manodopera.
5. Chiunque, non autorizzato, si trovi in un altro padiglione, anche all'interno della propria postazione, vi si trovi abusivamente.
6. Chi non si attiene all'ordine generale del campo, fischi, urli o si comporti in modo improprio.
7. Come stubenältester, chiunque lasci che vengano scoperti parassiti nella sua zona: se questa condizione è causata deliberatamente o trasferita in altre sale del campo, allora si tratta di sabotaggio.
8. Chiunque sia arrestato affetto da malattia infettiva o contagiosa e non ne faccia alcuna comunicazione all'arrivo.
9. Chi danneggi deliberatamente i capi di abbigliamento e le attrezzature, non li mantiene puliti e in ordine; in caso contrario sarà richiesto un risarcimento.
10. Chiunque, addetto alla distribuzione dei generi alimentari, accordi un trattamento di favore ai compagni di prigionia o discrimini i detenuti politicamente diversamente schierati.
§5
Essere punito con 8 giorni di lavoro duro e con diverse settimane di lavoro punitivo:
1. Chiunque si sottrae al proprio lavoro o finga deficienza fisica o malattia allo scopo di restare inattivo.
2. Chi lasci un posto di lavoro o un'officina senza comando, lasci prematuramente il lavoro, non si presenti [all'ora di uscita] con il supervisore delle SS o senza un compagno di prigionia.
§6
Essere punito con 8 giorni di punizione ed essere flagellato 25 volte con un bastone all'inizio e alla fine della punizione:
1. Chiunque rivolge commenti spregiativi o sarcastici ad un membro delle SS, trascura deliberatamente il saluto obbligatorio, o con il suo modo indica che non si sottoporrà alla disciplina e all'ordine obbligatorio.
2. Chiunque come prigioniero-sergente, come prigioniero-caporale o come caposquadra ecceda i poteri di Ordnungsmann, assuma i diritti di un superiore rispetto agli altri prigionieri, manovri il lavoro o qualsiasi altro vantaggio per gli scopi dei prigionieri politicamente simili o per i prigionieri di mentalità diversa che maltrattano i compagni di prigionia, fanno false denunce o li discriminano in qualche modo.
§7

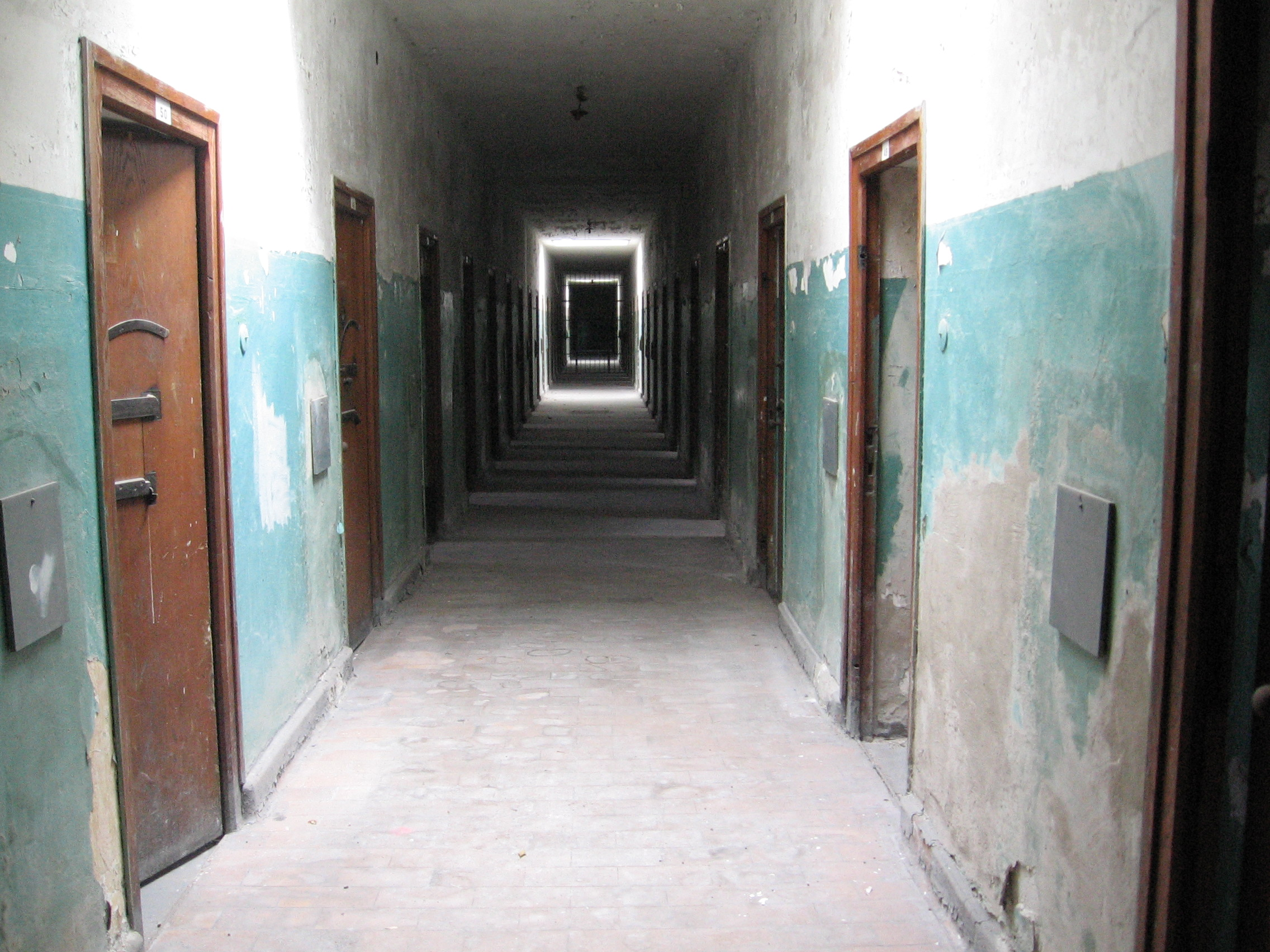
Il "Bunker" di Dachau, il campo "prigione".

Verrà punito con 14 giorni di pena grave
1. Chiunque scambia, senza autorizzazione, l'alloggio assegnatogli, senza l'ordine del comandante della compagnia, o incita o inganna a tal fine i compagni di prigionia.
2. Chiunque introduce oggetti vietati o fabbricati nel campo nei pacchi di biancheria in uscita, nascosti o cuciti dentro i capi di abbigliamento ecc.
3. Chiunque entra o esce da caserme, alloggi o altri edifici al di fuori degli ingressi previsti, striscia attraverso finestre o aperture esistenti.
4. Chiunque fumi nelle baracche, nei servizi igienici e in ambienti infiammabili, ovvero immagazzini o depositi oggetti infiammabili in tali ambienti. Se si verifica un incendio a causa della mancata osservanza di questo divieto, si presumerà un sabotaggio.
§8
Verrà punito con 14 giorni di pena grave e sarà flagellato 25 volte con un bastone all'inizio e alla fine della punizione:
1. Chiunque esce o entra nel campo di prigionia senza scorta, chiunque segue una colonna di lavoro in marcia fuori dal campo senza autorizzazione.
2. Chiunque tramite lettere o altre comunicazioni fa commenti dispregiativi sui dirigenti nazionalsocialisti, sullo Stato e sul governo, sulle autorità e sulle istituzioni, esalta i leader marxisti o liberali o i "partiti di novembre", comunica ciò che accade nel campo di concentramento.
3. Chiunque custodisce nella propria stanza o in sacchi di paglia oggetti vietati, utensili, manganelli e coltelli.
§9
Verrà punito con 21 giorni di pena grave:
Chiunque trasporta beni di proprietà statale, di qualsiasi genere, da un luogo all'altro, deliberatamente danneggia, distrugge, dilapida, altera o utilizza per scopi diversi da quelli prescritti; oltre alla pena, a seconda dei casi, è responsabile verso alcuni o tutti i detenuti delle eventuali perdite subite.
§10
Verranno puniti con 42 giorni di pena grave o con lunga detenzione in isolamento:
1. Chiunque accumula somme di denaro nel campo, finanzia attività proibite all'interno o all'esterno del campo, o mette in ginocchio i suoi compagni di prigionia o li obbliga al segreto con il denaro.
2. Chiunque si è inviato somme di denaro provenienti da collette vietate della Rote Hilfe, o le distribuisce a compagni di prigionia.
3. Il clero che fa comunicazioni che esulano dall'ambito pastorale, lettere o messaggi da diffondere, [chi] cerca il clero per raggiungere obiettivi proibiti.
4. Rende spregevoli, maledice o in altro modo disprezza i simboli dello Stato Nazionalsocialista o i pilastri dello stesso.
§11
Chiunque nel campo, al lavoro, nelle baracche, nelle cucine e nei laboratori, nei gabinetti e nei luoghi di riposo, a scopo di agitazione, politicizza, fa discorsi provocatori, si incontra con altri a questo scopo, forma gruppi di persone, raccoglie notizie vere o false per promuovere gli obiettivi della propaganda atroce dell'opposizione [sic] sul campo di concentramento o sulle sue istituzioni, riceve, seppellisce, trasmette ai visitatori stranieri o ad altri, contrabbanda fuori dal campo utilizzando un messaggio segreto o altri mezzi, per iscritto oppure verbalmente i [prigionieri] rilasciati o trasferiti, nasconde in indumenti o altri oggetti, usa pietre, ecc. getta oltre il muro del campo o disegna cifre; inoltre, chiunque a scopo di incitamento sale sui tetti delle baracche o sugli alberi, dà o cerca collegamento con l'esterno [del campo] mediante segnali luminosi o altri mezzi, o chiunque induce altri alla fuga o a commettere un delitto, e a tal fine dà consigli o appoggi con altri mezzi, in forza della giustizia rivoluzionaria, sarà impiccato come agitatore!
§12
Chiunque aggredisce una guardia o una SS, rifiuta di obbedirgli o di lavorare sul posto di lavoro, invita o guida altri allo scopo di ammutinare o lo stesso assalto, come l'ammutinato lascia una colonna in marcia o un'officina, invita altri durante una marcia o al lavoro a gridare, urlare, agitare o tenere discorsi, sarà fucilato sul posto come ammutinato o successivamente impiccato.
§13
Chiunque provoca deliberatamente nel campo, nelle baracche, nelle officine, nei cantieri, nelle cucine, nei magazzini ecc. un incendio, un'esplosione, un allagamento o altri danni materiali, inoltre chiunque compie interventi sui cavi, su una linea elettrica in una stazione di commutazione, su linee telefoniche o idriche, su muri da campo o altre installazioni di sicurezza, su impianti di riscaldamento o caldaie, su macchine o veicoli, che non soddisfano l'ordine impartito, sarà punito con la morte per sabotaggio. Se l'azione è avvenuta per negligenza, il colpevole sarà tenuto in isolamento. In caso di dubbio si presumerà comunque un sabotaggio.
§14
Chiunque offre doni a una guardia o a una SS, cerca di conquistarlo con doni, denaro o altri mezzi, compie azioni volte a sovvertire le truppe delle SS, entra in una discussione politica in presenza di una guardia o di una SS, sul marxismo o altro partito di novembre o ne glorifica i dirigenti, fa commenti dispregiativi sulle SS, sulle SA, sullo Stato nazionalsocialista, sul suo leader e sulle sue istituzioni, o appare in altro modo insubordinato, inoltre chiunque nel campo produce o passa a altri oggetti vietati allo scopo di contrabbandare messaggi segreti o a scopo di attacco, saranno trattenuti per pericolosità contro la comunità in isolamento perpetuo. Il rilascio di tali persone è fuori questione.
§15
Chi evita ripetutamente il lavoro, nonostante il precedente avvertimento, si tiene lontano dagli appelli per gli incarichi di lavoro o dai conteggi dei presenti, si presenta costantemente al medico o al dentista senza motivo, finge sofferenza fisica o disabilità, non marcia [per andare al lavoro], si comporta costantemente in modo pigro e indolente, era impuro, scrive lettere odiose, ruba ai compagni di prigionia, picchia, maltratta [altri] per il loro atteggiamento, deride o ridicolizza, sarà punito per incorreggibilità con lavori punitivi continui, detenzione, con esercizi punitivi o sarà fustigato.
§16
Chi, dopo l'inizio del coprifuoco, esce dal suo alloggio, si accalca con altri, su ordine delle SS non si disperde subito, dopo l'inizio dell'allarme non cerca immediatamente il proprio alloggio o durante un lungo congedo di allarme la stazione o le finestre aperte [sic], verranno colpite dalla SS o dalla guardia più vicina.
§17

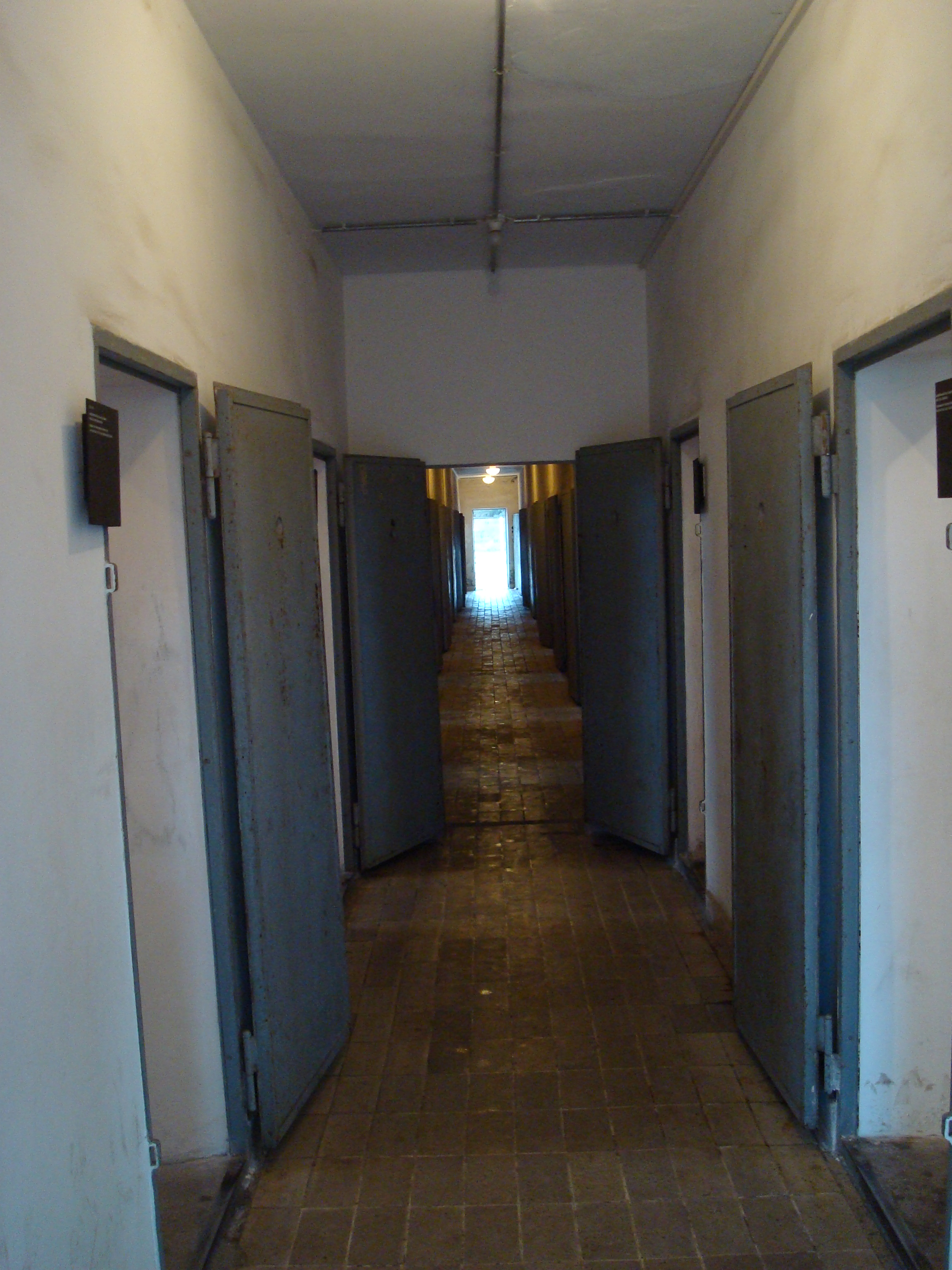
Area di detenzione a Sachsenhausen.

Chiunque detenga oggetti vietati (attrezzi, coltello, lime, ecc.) o indossi abiti civili non autorizzati, può essere tenuto in isolamento per sospetto di fuga.
§18
Chiunque come stubenältester, caposquadra o prigioniero, sospetta o viene a conoscenza dell'intenzione di commettere sedizione, ammutinamento, sabotaggio o qualche altro atto punibile, se non denuncia immediatamente la sua conoscenza, sarà punito come autore. Il delatore non sarà ritenuto responsabile di aver presentato una falsa denuncia, se, per circostanze particolari, è stato indotto in errore.
§19
Il periodo duro verrà vissuto in una cella con un tavolaccio a pane e acqua. Ogni 4 giorni il detenuto riceverà un pasto caldo. Il lavoro punitivo implica un lavoro fisico duro o particolarmente sporco, che sarà svolto sotto una supervisione speciale.
Pene supplementari che possono essere previste: 
punizioni, punizioni corporali, blocco della posta, trattenuta del cibo, tavolaccio, tratto di corda, rimprovero e avvertimenti. Tutte le sanzioni saranno archiviate. Il tempo duro e il lavoro punitivo allungano la custodia protettiva di un minimo di 8 settimane; l'aggiunta di una pena supplementare allunga la custodia protettiva di un minimo di 4 settimane. I prigionieri tenuti in isolamento non verranno rilasciati nel prossimo futuro.
Il comandante del campo di concentramento
(firmato) SS-Oberführer Eicke